# 克萊格霍恩 (愛荷華州)
克萊格霍恩（英語：Cleghorn）是一個位於美國愛荷華州切羅基縣的城市。

## 地理
克萊格霍恩的座標為42°48′46″N 95°42′43″W / 42.81278°N 95.71194°W，而該地的平均海拔高度為445米（即1460英尺）。

## 人口
根據2010年美國人口普查的數據，克萊格霍恩的面積為0.88平方千米，當中陸地面積為0.88平方千米，而水域面積為0.00平方千米。當地共有人口240人，而人口密度為每平方千米272人。